# Snaps
Snaps er en nordeuropæisk brændevinstype.
Der findes såvel fabriks- som hjemmefremstillede snapse. I en dansk sammenhæng er snaps, brændevin og akvavit i det store og hele synonyme.
Ved snaps eller akvavit forstås i dag især en krydret brændevin, som er destilleret fra gæret mæsk af korn eller kartofler.

## Historie
Historisk har ordet "akvavit" være brugt bredere om spritdestillater. Ordet er afledt fra latin "aqua vitae" (livets vand), som sprogligt også ligger bag betegnelsen whisky, idet "vand" hedder uisge på skotsk gælisk. Ordet "snaps" har vi fra tysk og det dukker op i det danske sprog i slutningen af 1700-tallet.
De tidligste skriftlige kilder, som beskriver fremstilling af brændevin, daterer sig tilbage til 1200-tallet. I starten taler mange kilder om lægevirkninger ved den stærke drik, og datidens apoteker og klostre var da også involveret i fremstilling og udvikling af forskellige slags brændevin. Forestillingen om lægelige virkninger holdt sig i mange år (og holder endnu i dag i visse sammenhænge), men samtidig blev brændevin naturligt nok et udpræget nydelses- og beruselsesmiddel. Således er der masser af beretninger om drikfældighed i alle samfundslag og Christian IV i 1600-tallet var eksempelvis kendt som en stor forbruger af brændevin.
I norden er den tidligste kilde, der nævner akvavit, et brev fra 1531 fra lensmanden på Bergenhus, Eske Bille til ærkebiskop Olav Engelbrektsson, hvori han skriver, at han sender "nogit Watn som kallis aqua vite och hielper samme watn for alle haande kranckdom som ith menneske kandt haffue indvortes.".
I 1682 beskrives brændevin fra kartofler for første gang i alkymisten Johann Joachim Bechers bog "Närrische Weisheit und weise Narrheit". Kartoflen var på det tidspunkt netop begyndt at blive kendt i Europa, men kartoffelbrændevin vinder dog ikke rigtig ind på kornbrændevin før slutningen af 1700-tallet.
Op gennem 1700-tallet øges produktionen meget, så der ikke bare handles med snaps mange steder, der destilleres også privat. Både korn og kartofler bruges til fremstillingen, alt efter hvad der er tilgængeligt, men korn er i visse perioder en mangelvare, som det bliver forbudt at anvende til alkoholproduktion.
Da det var på sit højeste omkring år 1800 var der i Danmark over 2500 lovlige brænderier og dertil talløse ulovlige, som unddrog sig den skat, der har været på fremstilling, salg eller udskænkning af alkohol, stort set lige siden det blev opfundet.
I 1800-tallet opfindes bedre destillationsmetoder, og antallet af destillerier falder nu kraftigt, fordi de små virksomheder ikke kan hamle op med hverken prisen eller kvaliteten fra de nye, moderne produktionsanlæg. Desuden bliver der stadig strammere kontrol med den illegale produktion. Fra 1881 opstår De Danske Spritfabrikker, som efterhånden opkøber alle andre, og fra 1923 til 1973 har de koncession på fremstilling af alkohol og bliver derfor eneste danske producent af snaps.
Noget tilsvarende sker i de andre nordiske lande stort set samtidig; alle steder hjulpet godt på vej af afholdsbevægelsen, som visse steder havde stor magt i starten af 1900-tallet. I Sverige får Vin- & Spritcentralen monopolet på salg og produktion, og i Norge er det Vinmonopolet.

## Fabriksfremstillede snapse
De nordiske monopoler fra begyndelsen af 1900-tallet viser sig stadig i nutidens udbud af snaps. Alle de største mærker stammer netop herfra.
Blandt de mest kendte nordiske akvavitter er de danske Rød Aalborg og Jubilæum, den norske Linie Aquavit og den svenske O.P. Anderson. Fra Island kendes Geyser Akvavit.
Råmaterialet er i dag både kartofler og korn af forskellig slags – dybest set vælges der efter, hvad der er mest økonomisk. Smagsmæssigt gør det ingen forskel, fordi grundspritten under alle omstændigheder bliver grundigt oprenset og behandlet. Den store forskel mellem mærkerne opstår derfor i krydring og lagring.
En brændevin, som er krydret med urter eller bær, kaldes i Vendsyssel for en bjæsk (eller bjesk) (vendelbomål for bitter).

## Hjemmefremstillede snapse
Egentlig hjemmebrændt spiritus er ulovlig og sjælden i Danmark, men hjemmelavet kryddersnaps er en forholdsvis populær hobby.
Typisk fremstilles kryddersnaps ved, at man lader plantemateriale henstå i finsprit (eller en neutral snaps) for at udtrække ætanolopløselige stoffer. Sidenhen fortyndes udtrækket til en drikkeegnet sprit- og smags-koncentration.
Almindelige snapseurter er:
- Prikbladet Perikon Pluk de uudsprungne, eller knapt udsprungne knopper i august og træk dem på en neutral snaps i ca. tre dage. Regn en god dl knopper til en ½ flaske. Trods kronbladenes gule og plantens grønne farve bliver snapsen flot rød. Vinder ved lagring i op til et par år.[2]:70-72. Glob anbefaler veludviklede blomster.[3]:68
- Pors Pluk enten en kvist på ca. 30cm med mange blade og knopper, eller nip ca. en dl friske blade. Lad dem trække i tre til fire dage. Drikkeklar med det samme og vinder ikke yderligere ved lagring.[3]:82-74 [2]:67
- Slåen.[3]:88-90
- Skovmærke (også kendt som Bukkar) Plukkes i det tidlige forår, lige før den blomstrer. Dette er som regel samtidigt med, at anemonen blomstrer, og de har desuden samme voksesteder. Pluk en dl til en 1 flaske neutral snaps. Træk i nogle dage.[3]:86
- Strand-Malurt Pluk det på strandengene, langs de fleste især østvendte danske kyster. Pluk en god håndfuld (1 dl) af de bløde plantedele i de yderste 2-5 cm af grenene. Lad dem trække i 1 døgn (ikke længere) i ½ flaske neutral snaps. Skal fortyndes betragteligt. Vinder væsentligt ved lagring i årevis.[3]:62-65 Bemærk at flere medlemmer af Bynkeslægten (inklusivt Malurter) indeholder thujon som er giftigt i større mængder. Det samme stof findes i likøren absinth som af den grund er forbudt i nogle lande inkl. USA.

Snaps kan også fremstilles af nødder og bær, eksempelvis:
- Solbær[3]:78
- Havtorn[3]:44-46
- Grøn valnød plukkes i den sene sommer, mens den stadig er helt grøn. Efter få dage bliver essensen helt sort. Til jul fjernes valnødderne, og snapsen filtreres.[3]:94-98 Denne snaps vinder ved lagring.[4]:85

Snapse med bitterstof kaldes ofte bitter eller bjesk.

## Anvendelse af snaps
For de fleste forbindes snaps i vore dage med frokoster og måske især julefrokoster, hvor de fede danske frokostretter går godt i spænd med snaps. Samtidig går snaps for at være den spiritus, der går bedst med øl, og på traditionelle udskænkningssteder kan man få en øl og en snaps som et "sæt".
Snaps indgår også i drinken flyversjus, hvor snapsen blandes med citronvand.

## Eksterne henvisiniger
- Hans Lyngby Jepsen (1981). Kold, sød, stærk og brændende. København: Gyldendal. ISBN 87-00-49021-0.
- Kryddersnaps på Den Store Danske Encyklopædi.